# 陈曾栻
陈曾栻（?—?）直隶青县人，中华民国政治人物。

## 生平
陈曾栻早年毕业于日本明治大学。归国后，他曾任滦县县长。1935年冀東防共自治政府成立后，他参加该政府。起初该政府的秘书处长由张仁蠡兼任，后改由陈曾栻担任。此后，他历任汪精卫政权华北政务委员会常委、河北省省长、农务总署督办等职务。1945年日本投降后，他于1945年被国民政府逮捕，后被判处无期徒刑。
此后其生平不详。